# 志多伯天将
志多伯 天将（したはく てんしょう、1646年1月4日（順治2年12月8日）- 1725年1月29日（雍正2年12月16日））は、琉球王国の歴史家、官僚。正史『中山世譜』を編纂。志多伯家10世で蔡温の父。金城親雲上梁沢民の子で後に志多伯家の養子になった。唐名を蔡 鐸（さい たく）という。童名 (琉球諸島・奄美群島)は思徳（うみとく）。父梁澤民は久米村の呉江梁氏であり、薩摩の泊如竹と交遊したことが著名である。
1677年（康熙16年）に尚貞王の命により、『歴代宝案』を修正し、さらに1697年からは『中山世鑑』の漢文訳・補訂し、『中山世譜』を完成させた。生存中、多く詩を残している。その一部が『中山詩文集』に収録されている。
蔡鐸は正室の真呉瑞との子・蔡温を嗣子にしようとしたが真呉瑞が反対し、側室の眞多満との子・蔡淵を嗣子としたといわれる。

## 年表
- 1645年1月4日 梁沢金城親雲上の子として生まれる。
- 1652年 蔡錦福嶺親雲上の養子になる。
- 1677年 『歴代宝案』を改訂。
- 1680年 蔡淵が誕生する。
- 1682年 蔡温が誕生する。
- 1692年 久米村総役になる。
- 1697年 『中山世鑑』の漢文訳をはじめる。
- 1701年 『中山世譜』（蔡鐸本）が完成。
- 1725年 死去。

## 家族
- 父 梁沢金城親雲上
- 養父 蔡錦福嶺親雲上
- 正室
  - 真呉瑞（号・梅岳。父は安里筑登之兼高葉必達）
- 側室 
  - 眞多満
- 子女
  - 長男 蔡淵 （側室の眞多満が母）
  - 次男 蔡温（正室の真呉瑞が母）
  - 長女 （童名思津奴。都通事梁津に嫁ぐ）
  - 次女 松嘉寧